# فهد عبدالله
فهد عبدالله (انگلیسی: Fahad Abdullah؛ زادهٔ ۳ ژانویهٔ ۱۹۹۳) یک ورزشکار است.